# هفت صبح
روزنامه هفت صبح از سوم اردیبهشت ۱۳۹۰ به عنوان روزنامه فرهنگی، اجتماعی، اقتصادی و شهری منتشر می‌شود.
این روزنامه ابتدا با صاحب امتیازی مؤسسه فرهنگی و هنری ارتباط بران پویا منتشر شد، اما پس از تعطیلی نشریات این مؤسسه، ابتدا صاحب امتیازی روزنامه هفت صبح در ۸ آبان ۱۳۹۲ به نام محسن غفوری ثبت و سپس با تأسیس شرکت هفت صبح ماندگار به شماره ثبت ۴۸۲۲۵۰ امتیاز روزنامه به این شرکت حقوقی منتقل گردید.
از ابتدای سال ۱۴۰۴، امیر تاجیک مدیر مسئولی روزنامه را برعهده دارد.
| شناسنامه روزنامه |                                                          |
| ---------------- | -------------------------------------------------------- |
| صاحب امتیاز      | شرکت هفت صبح ماندگار                                     |
| مدیر مسئول       | امیر تاجیک                                               |
| سردبیر           | افشین امیرشاهی                                           |
| نشانی            | تهران، سهروردی جنوبی، خیابان اقلیمی، بن‌بست شازاد، پلاک ۳ |
| تلفن تماس        | ۰۲۱–۸۸۴۰۵۴۳۳                                             |